# فندقی تخم‌مرغی
 کوپیا(نام علمی: Couepia longipendula) نام یک گونه از راسته گل‌سرخ‌سانان است.